# Эрчетин, Джандан
Джандан Эрчетин (тур. Candan Erçetin; род 10 февраля 1963) — турецкая поп-певица, продюсер и автор песен.

## Биография
Родилась в албанской семье переселенцев из Балкан. Окончила Галатасарайский лицей, затем Стамбульский университет со степенью в области археологии. В 1991 году окончила Стамбульскую муниципальную школу, где изучала классическую оперу. В 1986 году в составе группы «Klips ve Onlar» представляла Турцию на конкурсе Евровидение в Осло. Она заменила Седен Гюрель, которая не смогла поехать на «Евровидение», так как сдавала экзамены в Стамбульский технический университет. Долгие годы преподавала музыку в Галатасарайском лицее и Стамбульском университете.
Свой первый сольный альбом под названием «Hazirim» («Готова») певица выпустила в августе 1995 года.

## Дискография
- Hazırım (1995)
- Çapkın (1997)
- Elbette (1999)
- Neden (2002)
- Melek (2004)
- Kırık Kalpler Durağında (2009)
- Milyonlarca Kuştuk... (2013)
- Ah Bu Şarkıların Gözü Kör Olsun (2015)

## Видеоработы

### Клипы
- Hazırım (1995)
- Sevdim Sevilmedim (1996) English: I Loved But Wasn’t Loved
- Çapkın
- Oyalama Artık (1998)
- Elbette (2000)
- Unut Sevme (2001)
- Neden (2002)
- Chante Hier Pour Aujourd'hui (2003)
- Remix (2003)
- Melek (2004) (English: Angel)
- Remix'5 (2005)
- Aman Doktor (2005) English: Oh, Doctor!
- Ben Kimim (2009) (Single for the movie Golgesizler) Kendine iyi bak deme (2011)